# Sulfona

Estructura de la sulfona.

Una sulfona és un compost químic que conté el grup funcional sulfonil unit a dos àtoms de carboni. L'àtom central de sofre està doblement enllaçat l'oxigen i té dos substituents hidrocarbonats. La fórmula estructural general és R-S(=O)(=O)-R' on R i R' són grups orgànics. La IUPAC desaconsella usar el nom de sulfona. Els sulfurs són sovint materials de partida per les sulfones per oxidació orgànica a través de la formació intermèdia de sulfòxids.
En la reacció de Ramberg-Bäcklund i l'olefinació de Julia, les sulfones es converteixen en alquens.
Entre els exemples de sulfones s'inclouen la dapsona, un medicament utilitzat contra la lepra, dermatitis herpetiforme, tuberculosi i pneumònia pneumocística (PCP).